# Ицамнах-Балам IV
Ицамнах-Балам IV (буквальный перевод имени: «Ицамна-Ягуар»; при рождении получил имя Муяль-Чан-Тох-Ат Челет-Чан-Кинич, что переводится как «Облачный Небесный прямой Фаллос, Опирающийся на небо Опаляющий») — правитель майяского царства Пачан, правивший с 771 до своей смерти после 800 года. Сын и наследник царя Яшун-Балама IV.
Во внешней политике боролся с давним соперником Пачана царством Йокиб, однако полной победы над ним достичь не смог, это сделал его преемник. Ицамнах-Балам сумел победить и объединить под своим правлением многие соседние царства, тем самым заложив для своего преемника фундамент полной победы над Йокибом.

## Биография
Муяль-Чан-Тох-Ат Челет-Чан-Кинич («Облачный Небесный прямой Фаллос, Опирающийся на небо Опаляющий»)  взошёл на престол Пачанского царства в 771 году после смерти своего отца Яшун-Балама IV, приняв тронное имя Ицамнах-Балам, означавшее одну из ипостасей бога Ицамны. Согласно данным стелы 21 из Яшчилана, он также принял титул У-Чан Тахаль-Мо («Хозяин Великого Попугая»). В 772 году Ицамнах-Балам провел ритуал жертвенного кровопускания.
С 80-х годов VIII века Ицамнах-Балам IV проводил активную внешнюю политику по расширению границ своего государства. Согласно данным панели 1 из Лаштунича, летом 783 года Ицамнах-Балам захватил в плен главного вайаба (особый придворный титул жрецов, отвечавших за «связь» с миром богов) из Чоктельнаха, а также ещё двух знатных пленников. Около 785 года, согласно стеле 2 из Бонампака, Ицамнах-Балам выдал свою сестру Иш-Яш-Чит-Хун-Виник-Нах-Кан («Женщина — Змей с водяной лилией») замуж за царя Аке и Шукальнаха (в Бонампаке) Яхав-Чан-Мувана II («Царь неба — Сова»). В начале 787 года Ицамнах-Балам совместно со своим зятем Яхав-Чан-Муваном II начал войну с государством Сакци, в которой вскоре одержал победу, о чём свидетельствуют данные притолок 1 и 2 из Бонампака. В результате победы были пленены Ах-Хо-Бак («Тот, у кого пять пленников») и Шукуб-Ак («Черепаха»), родственники царя Сакци Йет-Кинича («Спутник Опаляющего»). Эта был его самый значительный военный успех. Благодаря этой победе его позиции на юге существенно усилились.
После победы над Сакци Ицамнах-Балам совершил в конце 780-х — начале 790-х годов серию походов против соседних городов-государств к северу и востоку от Пачана и захватил несколько высокопоставленных пленников, что отмечено наверху стелы 21 в Яшчилане.
В 796—800 годах он победил царства Наман (в 796—797 годах), Ик, Лакамтун (находилось на восточной границе Пачана где-то у течения Усумасинты), Хишвиц и Ман.
При этом, предположительно, царство Ик Ицамнах-Балам IV победил не по своей инициативе, а выступив в поддержку своего союзника (это предположение основывается на том, что царства Пачана и Ик располагались слишком далеко друг для друга, для того чтобы одно из них могло напасть на другое). Во время конфликта с Лакамтуном был пленен некий знатный человек, что сообщается на иероглифической лестнице 5 из Яшчилана.
Царства Хишвиц и Наман находились в политической зависимости от враждебного Пачану царства Йокиб. Однако в тот момент, когда Ицамнах-Балам начал против них военные действия, Йокиб был слишком ослаблен в результате двух предшествующих войн и не смог помочь союзникам. Ицамна-Балам IV воспользовался этим и напал сначала на Наман. В результате войны сам царь Намана попал к нему в плен. Это было важно для Ицамнах-Балама, ибо этому инциденту была посвящена вся стела 5 в Яшчилане. После этого царь Пачана победил и пленил, по всей видимости, некоего военачальника или подчиненного царя Намана, имя которого неизвестно. В итоге, Ицамнах-Балам IV полностью захватил Наман.
В 798 году Ицамнах-Балам совершил поход против неизвестного государств, предположительно, располагавшегося на границе между Наманом, Пачаном и Хишвицем. В результате похода был пленен некий Ах-Сак-Воль, больше о результатах похода ничего не известно.
В 799 году Ицамнах-Балам IV покорил царство Хишвиц. Часть информации об этом событии потеряна, но известно, что 30 марта он сверг правителя Хишвица Кинич-Балама и посадил на его место своего вассала. По предположению Сафронова, это было результатом инициированного Ицамнах-Баламом IV военного конфликта, в котором он победил. Но в результате этих событий он не смог полностью захватить Хишвиц. В конце 799 года он поймал «юношу» Сиях-Чан-Кавиля, вероятно, связанного с Хишвицем. По предположению Сафронова, Сиях-Чан-Кавиль, будучи родственником Кинич-Балама, попытался поднять восстание, которое, по всей видимости, было подавлено.
В конце 799 — начале 800 года Ицамнах-Балам IV провел военную кампанию, в ходе которой вторгся в царство Лакамтун, победил и захватил и его. Он умер вскоре после 800 года.